# مارتی معظم
مارتی معظم (انگلیسی: Marty Supreme) یک فیلم درام ورزشی آمریکایی به تهیه‌کنندگی و کارگردانی جاش سفدی است که آن را مشترکاً با رانلد برانستین نوشته است. تیموتی شالامی بازیگر نقش اول و از تهیه‌کنندگان فیلم است. گوئینت پالترو، تایلر، د کریتور، اودسا آزیون، پن جیلت، کوین اولیری، ایبل فرارا و فرن درشر نیز در این فیلم بازی می‌کنند.
این فیلم قرار است در ۲۵ دسامبر ۲۰۲۵ توسط ای۲۴ در ایالات متحده اکران شود.

## بازیگران
- تیموتی شالامی در نقش مارتی
- گوئینت پالترو
- تایلر، د کریتور
- اودسا آزیون
- پن جیلت
- کوین اولیری
- ایبل فرارا
- فرن درشر در نقش مادر مارتی
- ساندرا برنهارد
- اسپنسر گرانیز

## تولید
در ژوئیه ۲۰۲۴ اعلام شد تیموتی شالامی برای بازی در این فیلم به پروژه ملحق شده است. این فیلم از مارتی رایسمن، بازیکن حرفه‌ای تنیس روی میز، الهام گرفته شده بود، اگرچه «منابع نزدیک به تولید» داستان را «یک داستان اصلی تخیلی و نه زندگی‌نامه‌ای» نامیدند. اعضای بازیگران در ماه‌های بعد اعلام شدند. شالامی گفته سفدی او را تشویق کرد تا برخی از بدلکاری‌های خودش را در فیلم انجام دهد. کارگردان همچنین می‌خواست چشم‌های شالامی کوچک‌تر به نظر برسد، بنابراین او را مجبور کرد از عینک‌های طبی با لنزهای طبی استفاده کند، که به گفته‌اش بینایی او را برای مدت زمان کوتاهی «داغون» کرد. برای صحنه‌های پینگ پنگ، شالامی از بازیکنان سابق این ورزش یعنی دیگو شاف و وی وانگ آموزش دید.
طبق گزارش On Location Vacations، تصویربرداری اصلی در شهر نیویورک در ۲۳ سپتامبر ۲۰۲۴ آغاز شد و عکس‌های رسمی در ۳۰ سپتامبر از شالامی در منهتن منتشر شد. تولید در ۵ دسامبر به پایان رسید. طبق گفته ددلاین هالیوود، بودجه این فیلم ۷۰ میلیون دلار است که از بودجه جنگ داخلی (۲۰۲۴؛ ۵۰ میلیون دلار) به عنوان گران‌ترین فیلم شرکت ای۲۴ پیشی گرفته است.

## انتشار
این فیلم قرار است در ۲۵ دسامبر ۲۰۲۵ در ایالات متحده اکران شود. نوردیسک فیلم توزیع آن را در فنلاند، نروژ، دانمارک و سوئد بر عهده دارد.